# Marlène (chanson de Dominique Dussault)
Pour les articles homonymes, voir Marlène.
Chansons représentant Monaco au Concours Eurovision de la chanson
Maman, Maman
(1969) Un banc, un arbre, une rue
(1971)
Singles de Dominique Dussault
Ave Maria
(1969) Mains dans les poches
(1982)
Marlène est une chanson écrite par Henri Djian, Eddie Barclay et Jimmy Walter et interprétée par la chanteuse  française Dominique Dussault, sortie en 45 tours en 1970. 
C'est la chanson représentant Monaco au Concours Eurovision de la chanson 1970.

## Thème des paroles
La chanson rend hommage à l'actrice et chanteuse Marlène Dietrich.

## À l'Eurovision

### Sélection
Après avoir été choisie en interne par le radiodiffuseur monégasque Télé Monte-Carlo, Marlène, est la chanson sélectionnée pour représenter Monaco au Concours Eurovision de la chanson 1970 le 21 mars à Amsterdam, aux Pays-Bas. 

### À Amsterdam
La chanson est interprétée en français, langue officielle de Monaco, comme l'impose la règle entre 1966 et 1972. Elle contient également une phrase en allemand. L'orchestre est dirigé par Jimmy Walter.
Marlène est la dixième chanson interprétée lors de la soirée du concours, suivant Gwendolyne de Julio Iglesias pour l'Espagne et précédant Wunder gibt es immer wieder de Katja Ebstein pour l'Allemagne.
À l'issue du vote, elle obtient 5 points et se classe 8e — à égalité avec Occhi di ragazza de Gianni Morandi pour l'Italie et Viens l'oublier de Jean Vallée pour la Belgique — sur 12 chansons,.

## Liste des titres
| A1. | Marlène                         | Henri Djian | Eddie Barclay, Jimmy Walter | 3:05 |
| B1. | Marlène (version instrumentale) |             | Eddie Barclay, Jimmy Walter | 3:05 |

## Historique de sortie
| Pays   | Date | Format   | Label   |
| ------ | ---- | -------- | ------- |
| France | 1970 | 45 tours | Barclay |